# Polyipnus ruggeri
Polyipnus ruggeri és una espècie de peix pertanyent a la família dels esternoptíquids.

## Descripció
- Fa 6,6 cm de llargària màxima.[5][6]

## Hàbitat
És un peix marí, de clima subtropical i bentopelàgic.

## Distribució geogràfica
Es troba a Austràlia, Nova Zelanda i Papua Nova Guinea.

## Observacions
És inofensiu per als humans.